# Bill Kovach
Bill Kovach, albánsky Bill Kovaçi, (narozen 1932, USA), je americký novinář a spisovatel, bývalý šéf washingtonské kanceláře The New York Times, bývalý editor Atlanta Journal-Constitution. Působil přes 30 let v Niemanově nadaci pro žurnalistiku na Harvardu a stále působí v Mezinárodním konsorciu investigativních novinářů (ICIJ).

## Kariéra
Kovach působil jako novinář a spisovatel 40 let, z toho 18 let jako reportér a redaktor deníku The New York Times. Jako redaktor dohlížel na zpravodajské projekty, které získaly čtyři Pulitzerovy ceny, včetně dvou během jeho dvouletého působení v redakci Atlanta Journal-Constitution.
| „             | „Tisk měl sloužit ovládaným, ne vládcům.“ | “ |
| — Bill Kovach |                                           |   |

| „             | „Realita je to, čemu když nevěříš, tak to nezmizí.“ | “ |
| — Bill Kovach |                                                     |   |

## Ocenění
V roce 1996 získal cenu Sigma Delta Chi. V roce 2000 obdržel cenu Elijah Parish Lovejoy a též byl oceněn čestným titulem doktor práv na Colby College. V roce 2007 získal čestný doktorát na Univerzitě v Bostonu.